# Col de la Vacherie
Ne doit pas être confondu avec Col de la Vache.
Le col de la Vacherie est un col pédestre du mont du Chat (massif du Jura) à 1 066 mètres d'altitude, dans le département de la Savoie.